# Sonic the Hedgehog: The Movie
Sonic the Hedgehog: The Movie (afgekort Sonic The Movie) is een Japanse OVA-film gebaseerd op de Sonic the Hedgehog-franchise.
De film bestaat officieel uit twee afleveringen van elk 30 minuten: "Journey to Eggmanland" en "Sonic vs. Metal Sonic". Pas toen de film in Noord-Amerika is uitgebracht werden beide afleveringen samengevoegd tot een film van 60 minuten.

## Verhaal

### Journey to Eggmanland
Bij aanvang van de film ligt Sonic in een strandstoel naast de ruïnes van een neergestorte Boeing 747 en USS Enterprise, die dienstdoen als zijn huis. Tails arriveert met zijn nieuwste creatie: een bodyboard aangedreven door een propeller. Sonic slaat Tails’ aanbod om het ding uit te testen af daar hij niet kan zwemmen en niet van water houdt. Tails test zijn board daarom zelf uit, maar komt bijna in botsing met een vliegend schip bestuurd door Oji-san (een oude uil). Tails kan nog net een botsing voorkomen. Oji-san was op weg naar Sonic om hem te vertellen dat de president hem onmiddellijk wenst te spreken.
Sonic en Tails haasten zich naar het Presidentiële Paleis. Daar blijkt dat Dr. Eggman de president en diens dochter Sara gegijzeld houdt. Eggman vertelt Sonic dat zijn strijd Eggmanland (Robotropolis in de nasynchronisatie), gelokaliseerd in het land der duisternis, is overgenomen door een kolossale mechanische versie van Eggman genaamd Black Eggman (Metal Robotnik in de nasynchronisatie). Black Eggman heeft de robotgenerator die in de stad staat overbelast, waardoor deze over enkele uren zal ontploffen en de planeet zal vernietigen. Eggman heeft de president gegijzeld daar dit de enige manier was om Sonic bij hem te laten komen.
Nadat Eggman het vertrouwen van Sonic heeft gewonnen, geeft hij Sonic en Tails een navigatiehorloge voor hun reis. Het duo vertrekt in Tails' vliegtuigje, de Tornado, naar het land der duisternis. In dit land belanden ze in de ruïnes van een stad die sterk doet denken aan New York.
Sonic en Tails vinden Black Eggman. Ze krijgen onverwacht hulp van Knuckles, en met z’n drieën verslaan ze de robot.

### Sonic vs. Hyper Metal Sonic
Sonic, Tails en Knuckles betreden het hart van de stad, en schakelen nog net op tijd de generator uit. Dan wordt Sonic opeens gevangen in een vreemde kubus die zijn DNA kopieert. Uit de restanten van Black Eggman komen Dr. Eggman en Sara tevoorschijn. Het blijkt dat Dr. Eggman al die tijd Black Eggman bestuurde. Eggman onthult zijn ware plan: met Sonics DNA heeft hij een robotdubbelganger van Sonic gemaakt: Metal Sonic.
Sonic en Metal Sonic bevechten elkaar, en Metal Sonic wint. Tails en Knuckles reizen ondertussen af naar het land in de lucht; een groot aantal continenten verbonden door een grote ijsformatie die in de stratosfeer zweven. Ze ontdekken dat Metal Sonic de wereld wil vernietigen door met lava de ijsformatie te laten smelten en zo het land uiteen te laten vallen. Wanneer Sonic bijkomt, haast hij zicht ook naar de ijsformatie.
Op de ijsformatie treffen Sonic en Metal Sonic elkaar opnieuw, en weer breekt een gevecht los. Tails gebruikt het navigatiehorloge om Metal Sonics data te beïnvloeden zodat Sonic de overhand krijgt. Dan arriveert de president in zijn eigen vliegtuig om poolshoogte te nemen. Het vliegtuig dreigt neer te storten, waarop Metal Sonic het gevecht staakt en de president redt. Sonic beseft dat Metal Sonic wel emoties heeft.
Uiteindelijk belandt Metal Sonic in een vulkaan. Sonic probeert hem te redden, maar Metal Sonic weigert hulp omdat er volgens hem maar een Sonic kan zijn. Sonic vernietigt de diskette van Eggman waarop de DNA-code staat zodat Eggman geen tweede Metal Sonic kan maken.

## Rolverdeling

### Japanse versie
| Acteur             | Personage            |
| ------------------ | -------------------- |
| Masami Kikuchi     | Sonic the Hedgehog   |
| Hekiru Shiina      | Miles "Tails" Prower |
| Yasunori Matsumoto | Knuckles the Echidna |
| Junpei Takiguchi   | Dr. Eggman           |
| Mika Kanai         | Sara                 |

### Amerikaanse versie
| Acteur           | Personage   |
| ---------------- | ----------- |
| Martin Burke     | Sonic       |
| Lainie Fraiser   | Tails       |
| Bill Wise        | Knuckles    |
| Edwin Neal       | Dr. Eggman  |
| Sascha Biesi     | Sara        |
| Charlie Campbell | Old Man Owl |
| Gary Dehan       | Metal Sonic |